# Charles Spackmann Barker
Pour les articles homonymes, voir Barker.
Charles Spackman Barker, né à Bath (Somerset) le 10 octobre 1804 et mort à Maidstone (Kent) le 26 novembre 1879, est un facteur d'orgue d'origine anglaise mais ayant surtout exercé son art en France.

## Biographie
Il étudie la médecine mais s'oriente rapidement vers la facture d'orgue qu'il apprend à Londres. Il retourne s'installer à Bath où il inventera les soupapes à étrier, destinées à alléger le jeu des notes graves, préfigurant l'idée de son levier pneumatique, dit machine Barker.
Ne voyant pas d'avenir pour ses inventions en Angleterre, il s'installe à Paris en 1837 sur l'invitation d'Aristide Cavaillé-Coll. En 1839, il dépose le brevet du levier pneumatique. Cette invention est tout de suite adoptée par Cavaillé-Coll qui l'utilise pour la première fois en 1841 sur l'orgue de la Basilique royale de Saint-Denis.
En 1841, il rejoint en tant que contremaître la société de facture d'orgues Daublaine & Callinet. Barker dirige alors la réfection des grandes orgues de l'église Saint-Eustache de Paris dont il a conçu les plans (inauguration le 19 juin 1844). Il y met accidentellement le feu quelques mois plus tard en y faisant tomber une bougie lors d'une visite technique de routine. Par la suite, associé à Pierre-Alexandre Ducroquet qui vient de racheter Daublaine & Callinet, il conçoit et dirige le remplacement de l'orgue incendié, inauguré en 1854. On lui doit aussi l'orgue de tribune de l'église Saint-Pierre-de-Montrouge.
À la suite du rachat de Daublaine & Callinet par Joseph Merklin, Barker s'associe en 1858 et pour quelques années à Charles Verschneider. Ils construisent notamment ensemble en 1860 l'orgue de l'abbatiale Saint-Léger de Saint-Maixent (Deux-Sèvres), très bien conservé et celui de la Collégiale Saint-Agricol d'Avignon en 1862, classé aux Monuments Historiques.
En 1870, fuyant les troubles politiques de Paris, il s'installe à Dublin dont il construit les orgues de la cathédrale. Il meurt dans la misère le 26 novembre 1879.